# Wapen van Gingelom

Het wapen van Gingelom (sinds 1989).

Het Wapen van Gingelom is het heraldisch wapen van de Limburgse gemeente Gingelom. Het wapen werd op 8 november 1989 aan de gemeente toegekend.

## Geschiedenis
Na de fusie van de gemeenten Gingelom (waar sedert 1971 Niel-bij-Sint-Truiden toebehoorde) en ten slotte in 1977 met Borlo (waar sedert 1971 ook Buvingen, Kerkom-bij-Sint-Truiden, Mielen-boven-Aalst en Muizen toebehoorden), Jeuk (waar sedert 1971 Boekhout toebehoorde) en Montenaken (waartoe sedert 1971 Kortijs en Vorsen toebehoorden) tot de nieuwe fusiegemeente Gingelom in 1977, werd er voor gekozen het voormalige wapen van Montenaken als wapen van de nieuwe fusiegemeente te nemen. Dit wapen was gebaseerd op de zegels van het ambt Montenaken, waarvan de oudste bekende zegels uit 1308 en 1333 een burcht met weermuur, donjon en twee hoektorens weergaven, die later in zegels uit 1484 en 1613 werd herleid tot een gekanteelde toren, begeleid van twee eikentakken. Toen het wapen op 27 januari 1866 voor het eerst werd toegekend aan Montenaken, werden de eikentakken weggelaten en de kleuren omschreven als in zilver een gekanteelde toren van azuur. De toren op het wapenschild verwees naar de oude burcht van Montenaken, die de zuidgrens van het graafschap Loon moest verdedigen, dewelke tijdens de slag bij Montenaken (20 oktober 1465) werd verwoest.

## Blazoenering
Het wapen heeft de volgende blazoenering:
In zilver een geopende tweemaal gekanteelde burchttoren van lazuur.— Ministerieel besluit van 8 november 1989.